# New World Music
New World Music is een van oorsprong Brits platenlabel.
Het label werd opgericht in 1982 als onderdeel van New World Company, een bedrijf dat de distributie verzorgt van allerhande producten binnen de newagebeweging, later kwamen daar alternatieve zaken bij als Reiki. Dat strekt zich uit tot levensmiddelen, etherische oliën, geschriften en dus ook bijbehorende muziek. New World Music is een van de oudste platenlabels die volledig op newagemuziek is gericht. Voor die muziek was en is de compact disc hét medium. De muziek, die over het algemeen zeer rustig is kon de krassen op langspeelplaten en de ruis op muziekcassettes niet gebruiken. Door zich te beperken tot een stroming binnen de muziek is het label gevoelig voor schommelingen in de belangstelling voor new age. Dit had tot gevolg dat de muziek niet altijd even eenvoudig te verkrijgen was. Met de komst van internet is dat eenvoudiger, men kon rechtstreeks aan de eindklant leveren.
Het platenlabel kabbelt al jaren voort en verzorgt uitgaven van Terry Oldfield (broer van Mike Oldfield en Sally Oldfield), Asha Quinn en Phil Thornton. Een van de grootste leveranciers van het label is Medwyn Goodall.

## Uitgaven (selectief)
De titels geven een perfecte weergave van de te verwachten muziek:   
- NWCD 140: Terry Oldfield: Cascade
- NWCD 141: Terry Oldfield: Reverence
- NWCD 142: Phil Thornton: Edge of dreams
- NWCD 147: Asha Quinn: Open secret
- NWCD 148: Peter Howell: Legend
- NWCD 164: Philip Chapman: Keeper of dreams
- NWCD 166: Philip Chapman: Precious love
- NWCD 170: Terry Oldfield: Resonance
- NWCD 183: Asha Quinn: Mystic heart
- NWCD 184: Terry Oldfield/Sally Oldfield: Star of heaven
- NWCD 188: Medwyn Goodall: Druid
- NWCD 195: Warren Bennett: Pathways to love
- NWCD 195: Terry Oldfield: Spirit of the rainforest
- NWCD 196: Medwyn Goodall: Merlin
- NWCD 197: Phil Thornton: Initiation
- NWCD 198: Philip Chapman: Radiance
- NWCD 199: Medwyn Goodall: Excalibur
- NWCD 204: David Sun: Tranquility
- NWCD 212: Helen O’Hara: Romanza
- NWCD 213: Philip Chapman: Return of the angels
- NWCD 214: Asha Quinn: Amadora
- NWCD 215: Terry Oldfield: Zen
- NWCD 217: Stairway: Medicine dance
- NWCD 218: Medwyn Goodall: Earth healer
- NWCD 219: Phil Thornton: Between two worlds
- NWCD 220: Medwyn Goodall:: The way of the dolphin (een van de bestsellers van het label)
- NWCD 229: Medwyn Goodall: Medicine woman
- NWCD 237: Phil Thornton: Cloud Sculpting (heruitgave)

In november 2010 verzorgde het label een uitgave van Mezzoforte: Volcanic.
Het label moet niet verward worden met New World Records, een platenlabel gespecialiseerd in Amerikaanse moderne klassieke muziek.